# 다이메틸 설파이드
다이메틸 설파이드(영어: dimethyl sulfide)는 주로 자연적 발생원으로 배출되며, 황을 포함한 유기 화합물로 상온에서 액체 상태 물질로 냄새가 강한 특징이 있다.

## 같이 보기
- 황